# Stazione di Induno Olona (1905)
La stazione di Induno Olona è stata una fermata ferroviaria (già stazione) posta sulla linea Porto Ceresio-Milano, a servizio dell'omonimo comune.

## Storia
Lo scalo fu aperto nel 1905, circa un decennio dopo l'inaugurazione del prolungamento della ferrovia Varese-Gallarate nella Valceresio. Tra il 1927 e il 1950, allorché Induno venne incorporata nel territorio comunale di Varese, esso fu rinominato Varese Induno.
Nei suoi ultimi anni di attività, complice la revoca del presenziamento da parte del personale ferroviario, la stazione fu vittima di un complessivo degrado, ridotto solo dalla privata iniziativa di alcuni cittadini che si fecero carico volontariamente di mantenere ordinato e pulito l'areale.
L'avvio dei lavori di costruzione della nuova ferrovia Mendrisio-Varese (con conseguente riqualificazione del tronco Varese-Porto Ceresio) ne ha sancito la dismissione. Il 13 dicembre 2009 il servizio ferroviario sulla linea di competenza è stato sospeso e sostituito da una linea di autobus. Lo scalo indunese è stato quindi integralmente demolito a partire dal 1º gennaio 2010 per consentire l'abbassamento del piano del ferro in trincea e il raddoppio del binario.
La nuova stazione di Induno Olona, ubicata a poche centinaia di metri di distanza dal sito della preesistente, è entrata in servizio all'atto della riapertura della ferrovia, tra fine 2017 e inizio 2018.

## Strutture
La fermata disponeva di un fabbricato viaggiatori a due piani (atto ad ospitare biglietteria, sala d'attesa, uffici, locali tecnici e alloggi a beneficio del personale ferroviario), con accanto un giardino pubblico con fontanella e aiuole. Il patrimonio edilizio comprendeva anche un magazzino merci. Il sedime constava originariamente di due binari di transito, entrambi serviti da banchine; uno venne in seguito rimosso, declassando Induno a fermata con singolo binario.
Come da prassi sulla ferrovia della Valceresio, gli edifici di stazione erano dipinti in giallo pastello con finiture amaranto.